# Academia Forțelor Aeriene Henri Coandă (Brașov)
Academia Forțelor Aeriene „Henri Coandă" este o instituție de învățământ superior militar din Municipiul Brașov. Are atribuții în domeniul învățământului superior și cercetării științifice, misiunea sa fundamentală fiind formarea ofițerilor licențiați pentru armele de bază ale Forțelor Aeriene și alți beneficiari.
Studiile universitare de licență se desfășoară în domeniul „Științe militare, informații și ordine publică”. Sunt acreditate pentru funcționare două programe de studii, din cadrul Facultății de Management Aeronautic: „Management în aviație” – cursuri de zi, 3 ani, 180 ECTS și „Managementul traficului aerian” – cursuri de zi, 3 ani, 180 ECTS și acreditate două programe în cadrul Facultății de Sisteme de Securitate Aeriană: "Managementul sistemelor de rachete și artilerie antiaeriene" și "Managementul sistemelor de supraveghere aeriană". În academie funcționează două programe de studiu de master acreditate și un program de studii postuniversitar.
Organizarea învățământului și cercetării științifice universitare din Academia Forțelor Aeriene „Henri Coandă” răspunde atât cerințelor sistemului național de învățământ superior cât și particularităților învățământului superior militar.
În 2011 a fost clasificată în a doua categorie din România, cea a universităților de educație și cercetare științifică.

## Misiune
În afară de misiunea sa fundamentală, academia mai îndeplinește și alte misiuni:
- aprofundarea cunoștințelor prin cursuri postuniversitare;
- efectuarea activităților de cercetare științifică universitară, consultanță, expertiză, elaborare și evaluare de standarde specifice militare;
- colaborarea cu universități din țară și străinătate, în scopul creșterii eficienței activității și prestigiului academiei;
- adaptarea învățământului universitar militar la specificul de țară membră NATO, prin însușirea terminologiei, standardelor și procedurilor NATO;
- pregătirea prin doctorat, după îndeplinirea condițiilor stabilite prin lege, pentru a deveni instituție organizatoare de doctorat (I.O.D).
- perfecționarea competenței lingvistice a personalului din Forțele Aeriene, prin cursuri desfășurate în cadrul Centrului Principal de Învățare a Limbilor Străine, potrivit standardelor stabilite în acest scop.

## Obiectivele academiei
În domeniul activității didactice, academia are obiectivele de a asigura dobândirea cunoștințelor științifice, tehnice și umaniste integrate într-un sistem operațional, pentru a dezvolta competența absolvenților în domeniul militar specific și în managementul educațional. De asemenea, academia își propune să formeze deprinderi și capacități care să permită specializarea în școlile de aplicație și autoinstruirea pe parcursul întregii cariere militare. În același timp, se pune accent pe perfecționarea continuă a planurilor de învățământ, a programelor analitice și a tehnologiilor didactice, pentru a se alinia la standardele mondiale și a spori eficacitatea sprijinului în procesul de învățământ.
În domeniul activității științifice, Academia Forțelor Aeriene "Henri Coandă" își propune să îmbogățească patrimoniul de cunoștințe științifice de bază prin implicarea cadrelor didactice și a studenților militari în activități de cercetare științifică. De asemenea, academia are ca obiectiv participarea activă la programele naționale și internaționale de cercetare științifică, atât în domeniul civil, cât și militar, pentru a asigura cunoașterea, difuzarea și valorificarea rezultatelor obținute. În plus, se stimulează și dezvoltă creativitatea membrilor comunității academice și se promovează performanțele științifice originale prin organizarea de conferințe, simpozioane și sesiuni de comunicări științifice proprii. De asemenea, academia participă la sesiuni științifice organizate de alte instituții de învățământ, în scopul împărtășirii și valorificării cunoștințelor și experiențelor acumulate în cadrul comunității academice.
Obiectivele în domeniul cooperării interacademice (interuniversitare) cuprind participarea activă și, în anumite situații, în calitate de invitat, la cooperarea interacademică prin schimbul de experiență în domeniul conducerii și desfășurării învățământului, precum și în activitățile metodice și științifice comune. De asemenea, academia își propune să cunoască activitățile și performanțele altor academii militare și universități, prin implicarea în sesiuni științifice, simpozioane, colocvii, mese rotunde, conferințe etc., în vederea preluării și valorificării experienței pozitive dobândite, pentru a continua dezvoltarea și ameliorarea permanentă a propriei activități academice.